# تمير برتقالي الصدر
تمير برتقالي الصدر (الاسم العلمي: Anthobaphes violacea)، نوع طيور من فصيلة التميريات وهو النوع الوحيد في جنس Anthobaphes،
ومع ذلك يتم أحيانًا وضعه في جنس التمير. يستوطن جنوب غرب جنوب إفريقيا.